# Blutglukose-Wahrnehmungstraining
Das Blutglukose-Wahrnehmungstraining (BGAT, englisch: blood glucose awareness training) ist ein verhaltensmedizinisches Trainingsprogramm, das Diabetikern theoretisch fundierte Kompetenzen und praxistaugliche Strategien vermittelt, um ihren Blutzucker wahrzunehmen und extremen Blutzuckerspiegeln (Hypo-/Hyperglykämie) zuvorzukommen bzw. die Häufigkeit und Intensität von Situationen mit extremem Blutzuckerspiegel zu verringern. Das Training zielt insbesondere auf eine Stärkung der Interozeption. Es wird sowohl in der Therapie von langjährigen Typ-1-Diabetikern wie auch bei Typ-2-Diabetikern eingesetzt.
Das BGAT wurde in den USA von dem Psychologie-Professoren Daniel Cox und der Psychiatrie- und Neurologie-Professorin Linda Gonder-Frederick entwickelt und evaluiert, aufbauend auf Arbeiten von James Pennebaker, auf der Basis eines bio-psycho-behavioralen Modells der Hypoglykämie-Wahrnehmung. Die erste randomisierte klinische Studie zu BGAT erschien 1988. Nach den Ergebnissen dieser Forschungen kann das Training das Auftreten von Unterzuckerung und die Zahl von Verkehrsunfällen reduzieren, die Fähigkeit zur Selbsteinschätzung und die Lebenszufriedenheit verbessern sowie die physiologische Reaktion auf eine Unterzuckerung verändern.
Das Trainingsprogramm wird im medizinischen Kontext zur Gesundheitsförderung angewandt. In Deutschland wurde das Programm von der Universität Lübeck unter Leitung der Psychologie-Professorin Gabriele Fehm-Wolfsdorf übersetzt und verbreitet und liegt seit 1997 vor.
Das Training besteht aus 8 Einzel- oder Gruppensitzungen zu 90 Minuten. Die Patienten erhalten alltagsbezogene Aufgaben der Selbstbeobachtung, die zwischen den Sitzungen durchzuführen sind.
Als BGAT-Trainer fortgebildet werden Ärzte, Psychologen und Diabetesberater.